# Grote houtbekerzwam
De grote houtbekerzwam (Peziza varia) is een schimmel die behoort tot de familie Pezizaceae. Hij groeit op dood hout in loofbos (Fagus, eik (Quercus), berk (Betula), populier (Populus), wilg (Salix) en iep (Ulmus), maar kan ook voorkomen op andere substraten zoals gips, bakstenen muren, grind, zaagsel en rijke grond.

## Kenmerken

### Uiterlijke kenmerken
Vruchtlichamen zijn zittend of kort gesteeld en hebben een diameter van 25 tot 60 mm. De vorm is ongeveer komvormig. Het hymenium is glad en glad en donkerbruin-hazelnootbruin van kleur. De steel is centraal aan het substraat bevestigd. Vaak met een duidelijk, lichter gekleurd, gekartelde rand. Er is geen kenmerkende geur.
De sporenkleur is wit.

### Microscopische kenmerken
De ascosporen zijn glad, bij extreme vergroting iets fijnstekelig of fijn wrattig, hyaliene, zonder oliedruppels en meten 14-17,5 × 8-10,5 µm. De parafysen zijn hyaliene of bleek geelachtig iets vergroot bij de apex (top). De vorm is knotsvormig tot kraalvormig. De asci zijn 8-sporig, cilindrisch en de lengte varieert van afhankelijk van de bron van tot 225 × 15 µm en minimaal 280 µm lang.

## Verspreiding
De grote houtbekerzwam komt voor in Noord-Amerika, Europa, Australië en Nieuw-Zeeland. In Nederland komt deze bekerzwam vrij algemeen voor. Hij staat niet op de rode lijst en hij is niet bedreigd.

## Foto's

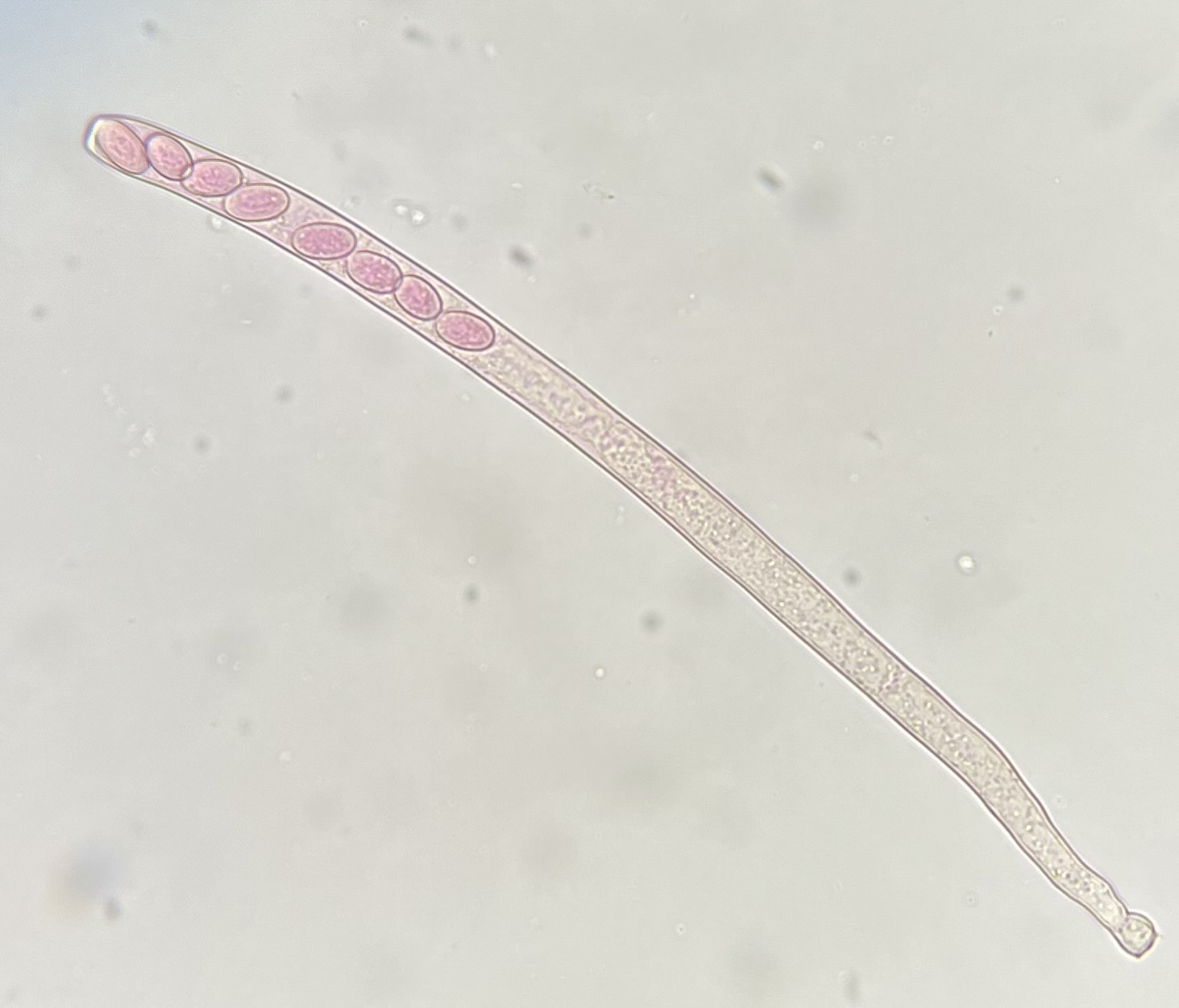
Ascus met 8 sporen
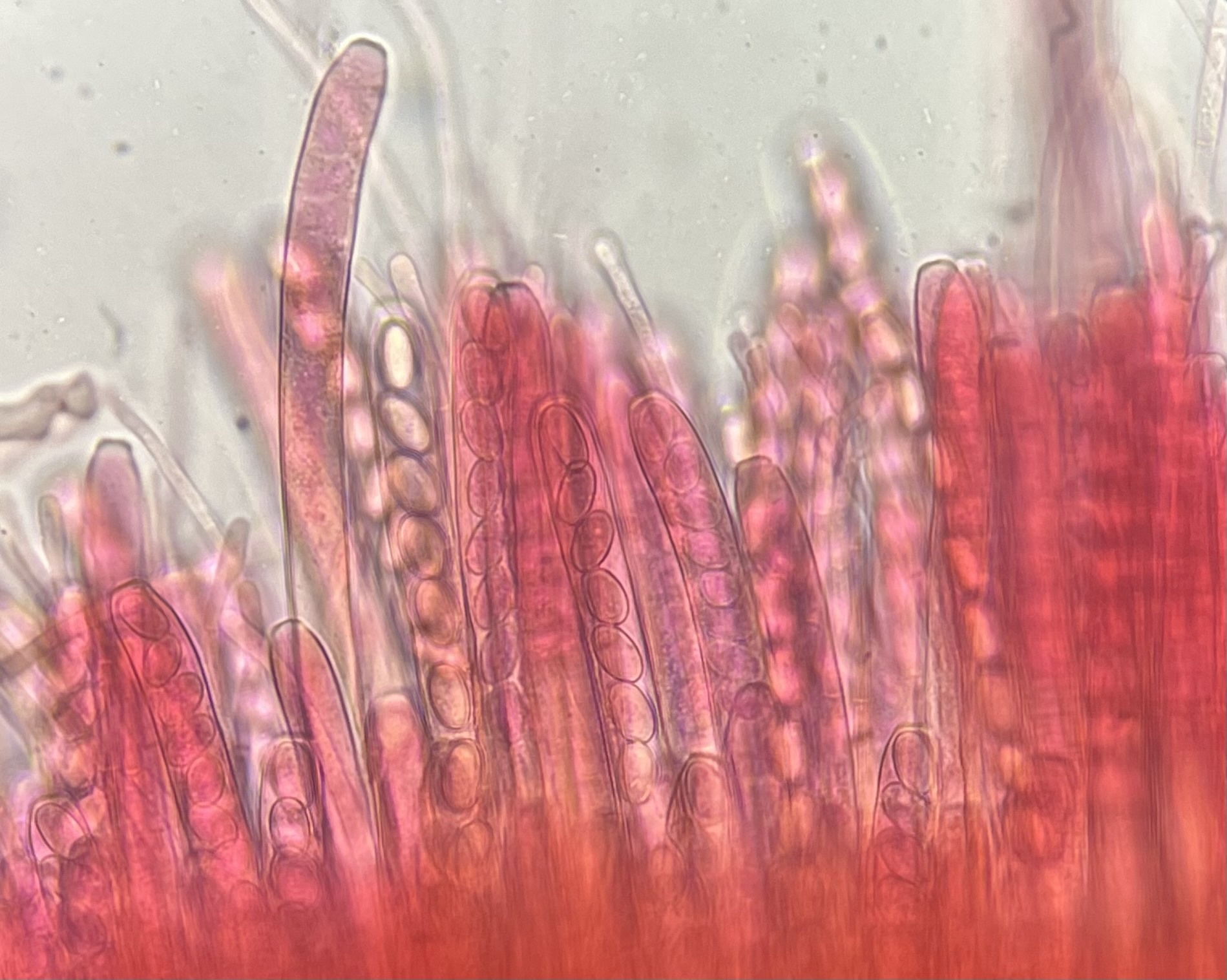
Asci gekleurd met congorood
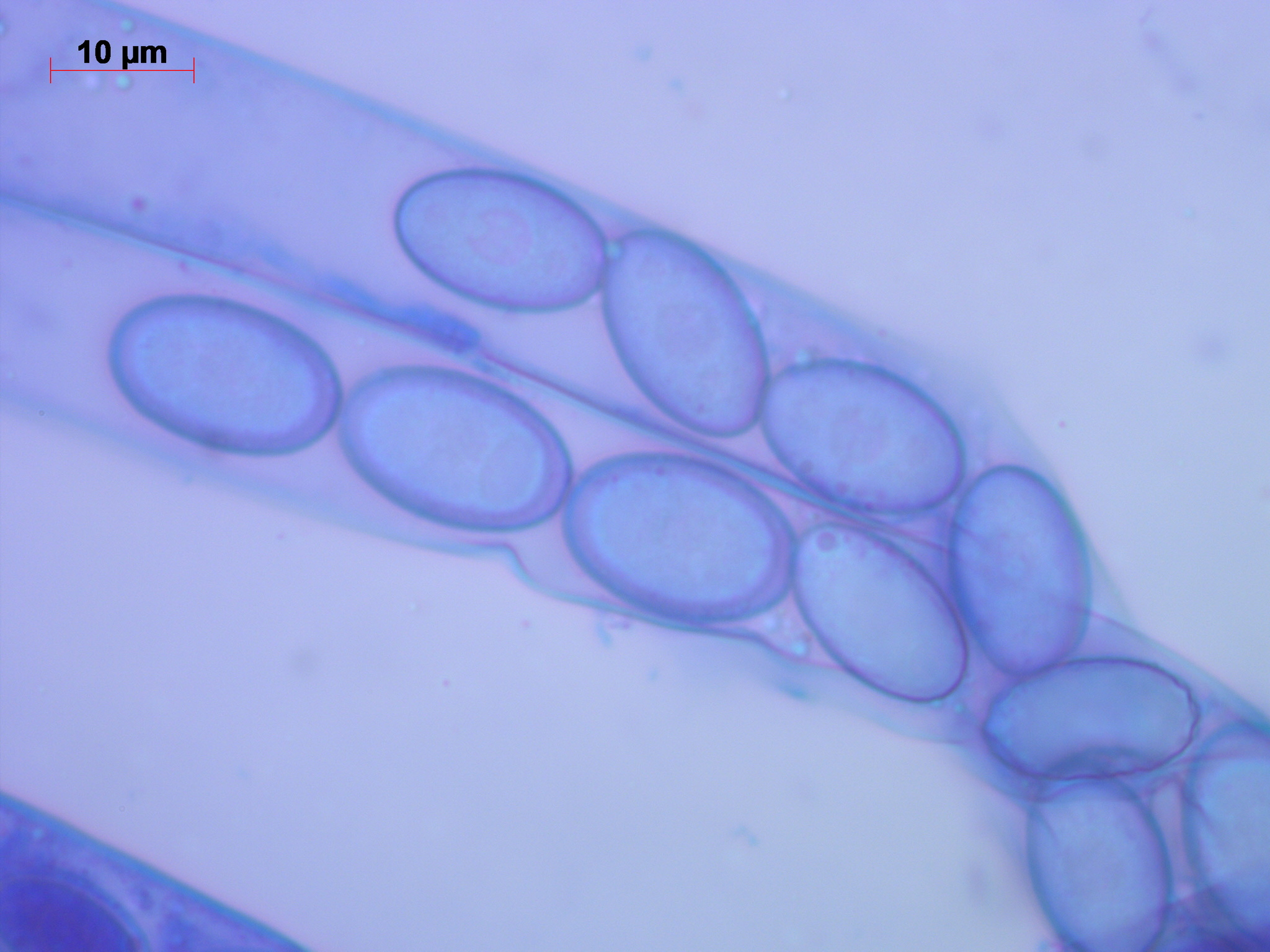
Sporen gekleurd met methyleenblauw